# Montetinea tenuicornella
Montetinea tenuicornella är en fjärilsart som beskrevs av Josef Wilhelm Klimesch 1942. Montetinea tenuicornella ingår i släktet Montetinea och familjen äkta malar. Inga underarter finns listade i Catalogue of Life.